# Entrecasteaux (Var)
Pour les articles homonymes, voir l'explorateur ou l'archipel.
Entrecasteaux est une commune française située en Pays d'art et d'histoire de la Provence Verte dans le département du Var, en région Provence-Alpes-Côte d'Azur.
Ses habitants sont appelés les Entrecastelains.

## Géographie

### Localisation
Situé au cœur de la « Provence verte » entre Carcès, Lorgues, Salernes et Cotignac, le village est édifié à côté de la rivière la Bresque, accroché au versant ubac d'une colline, ce qui préserve une fraîcheur agréable durant les grandes chaleurs estivales.

### Géologie et relief
Entrecasteaux est édifiée sur un piton rocheux qui domine la vallée de la Bresque.
Les collines sont plutôt occupées par de la vigne.

### Sismicité
La commune est en zone de sismicité 2 (faible).

### Hydrographie et les eaux souterraines
Cours d'eau sur la commune ou à son aval,,, :
- Argens (fleuve),
- rivière la Bresque[8],
- vallons des Rocas, de Pierre Ambert, des Laurons, de Valbelle, des Graminières, des Clos, de Rivauguier, de Riforan, de Saint-Jean, de Sainte-Marguerite, de Larbitelle, de Mousteïrol,
- ruisseaux de Bouillidoux, Val Freï.

### Climat
Pour des articles plus généraux, voir Climat de Provence-Alpes-Côte d'Azur et Climat du Var.
En 2010, le climat de la commune est de type climat méditerranéen franc, selon une étude du Centre national de la recherche scientifique s'appuyant sur une série de données couvrant la période 1971-2000. En 2020, Météo-France publie une typologie des climats de la France métropolitaine dans laquelle la commune est exposée à un climat méditerranéen et est dans une zone de transition entre les régions climatiques « Provence, Languedoc-Roussillon » et « Var, Alpes-Maritimes ». 
Pour la période 1971-2000, la température annuelle moyenne est de 13,9 °C, avec une amplitude thermique annuelle de 16,5 °C. Le cumul annuel moyen de précipitations est de 909 mm, avec 6,7 jours de précipitations en janvier et 2,1 jours en juillet. Pour la période 1991-2020, la température moyenne annuelle observée sur la station météorologique installée sur la commune est de 14,9 °C et le cumul annuel moyen de précipitations est de 804,5 mm. 
La température maximale relevée sur cette station est de 41,5 °C, atteinte le 5 août 2017 ; la température minimale est de −10 °C, atteinte le 12 février 2012,,. 
| Mois                                  | jan.          | fév.          | mars          | avril         | mai           | juin         | jui.          | août          | sep.          | oct.            | nov.            | déc.          | année     |
| ------------------------------------- | ------------- | ------------- | ------------- | ------------- | ------------- | ------------ | ------------- | ------------- | ------------- | --------------- | --------------- | ------------- | --------- |
| Température minimale moyenne (°C)     | 1,8           | 1,7           | 4,1           | 6,9           | 10,6          | 14,1         | 16,3          | 16,1          | 12,8          | 9,9             | 5,5             | 2,5           | 8,5       |
| Température moyenne (°C)              | 6,9           | 7,5           | 10,5          | 13,4          | 17,3          | 21,5         | 24,2          | 24,1          | 19,9          | 15,7            | 10,5            | 7,4           | 14,9      |
| Température maximale moyenne (°C)     | 12            | 13,3          | 16,8          | 19,8          | 24            | 28,8         | 32,1          | 32,1          | 26,9          | 21,5            | 15,5            | 12,2          | 21,2      |
| Record de froid (°C) date du record   | −8,2 26.01.05 | −10 12.02.12  | −9,3 02.03.05 | −3,5 08.04.21 | 2,6 07.05.19  | 6,3 04.06.01 | 8,7 17.07.00  | 8,3 23.08.07  | 3,5 27.09.20  | −3,6 30.10.1997 | −5,7 23.11.1998 | −8,2 30.12.05 | −10 2012  |
| Record de chaleur (°C) date du record | 22,4 28.01.08 | 24,9 03.02.20 | 27,6 31.03.12 | 29,3 28.04.05 | 34,5 27.05.22 | 41 28.06.19  | 40,1 23.07.03 | 41,5 05.08.17 | 36,5 04.09.16 | 33,7 12.10.11   | 24,3 14.11.23   | 21,7 30.12.21 | 41,5 2017 |
| Précipitations (mm)                   | 59            | 50            | 51,7          | 70,2          | 81,4          | 59,1         | 19,7          | 30,3          | 60            | 110,5           | 141,1           | 71,5          | 804,5     |

| Diagramme climatique                                  |           |             |             |            |              |              |              |            |              |              |             |
| J                                                     | F         | M           | A           | M          | J            | J            | A            | S          | O            | N            | D           |
| 121,859                                               | 13,31,750 | 16,84,151,7 | 19,86,970,2 | 2410,681,4 | 28,814,159,1 | 32,116,319,7 | 32,116,130,3 | 26,912,860 | 21,59,9110,5 | 15,55,5141,1 | 12,22,571,5 |
| Moyennes : • Temp. maxi et mini °C • Précipitation mm |           |             |             |            |              |              |              |            |              |              |             |

Les paramètres climatiques de la commune ont été estimés pour le milieu du siècle (2041-2070) selon différents scénarios d'émission de gaz à effet de serre à partir des nouvelles projections climatiques de référence DRIAS-2020. Ils sont consultables sur un site dédié publié par Météo-France en novembre 2022.

### Voies de communications et transports

#### Voies routières
- Départementales no 31 d'Aups au Thoronet et no 50 de Lorgues à Cotignac[15].
- Autoroute A57 Bifurcation du Cannet-des-Maures et A8, Échangeur no 3 Le Cannet-des-Maures.

#### Transports en commun
- Transport en Provence-Alpes-Côte d'Azur

La commune d'Entrecasteaux bénéficie des services du réseau départemental Varois « Var lib ».
La ligne est celle du 1404 (Aups - Entrecasteaux  -Vins - Brignoles) et les communes desservies : Aups, Salernes, Sillans la Cascade, Cotignac, Entrecasteaux, Carcès, Montfort, Correns, Vins-sur-Caramy, Le Val, Brignoles.
- Minibus municipal[17].

##### SNCF

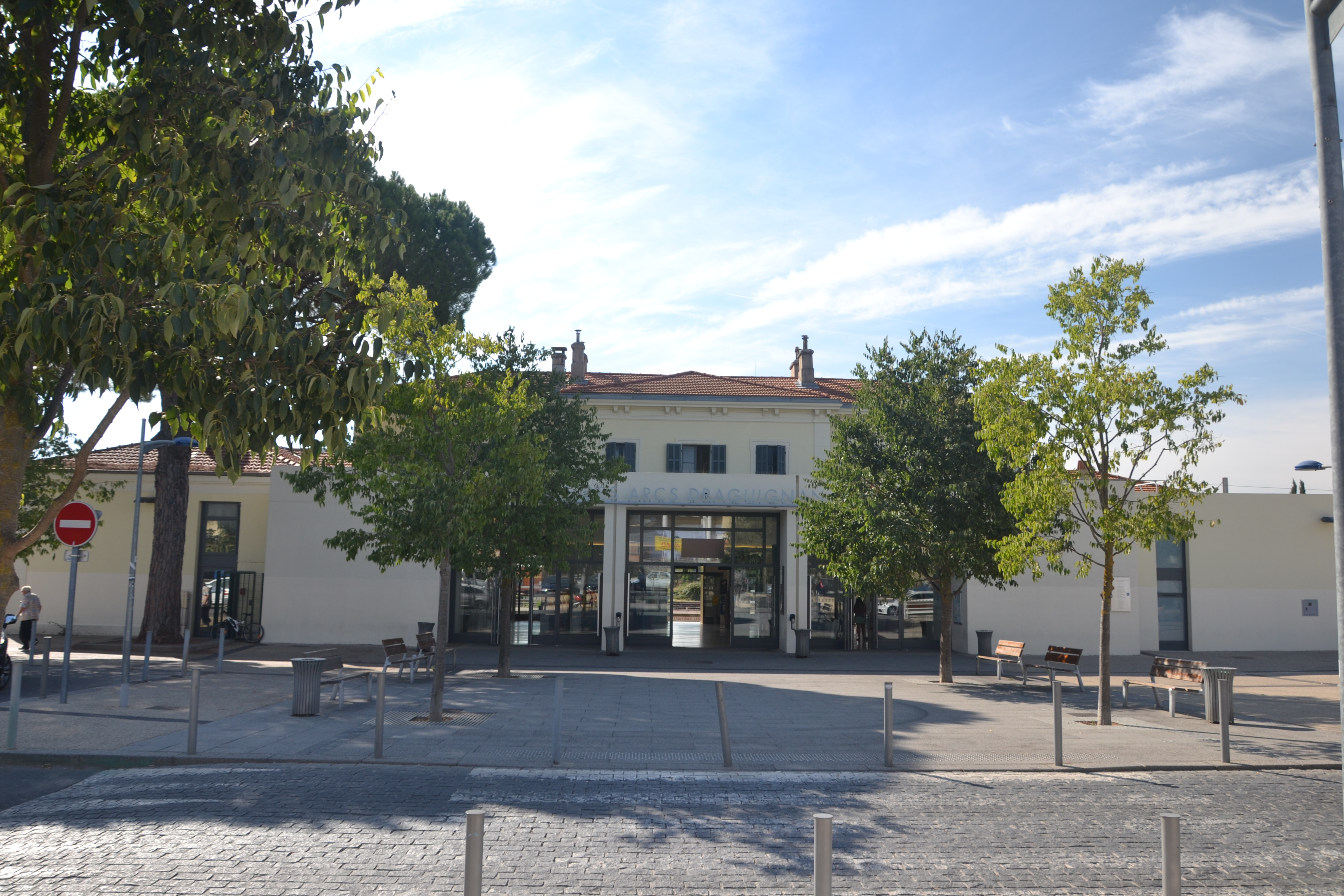
Gare des Arcs - Draguignan.

- Gare du Luc-et-Le Cannet,
- Gare de Vidauban,
- Gare des Arcs - Draguignan,
- Gare de Gonfaron,
- Gare de Pignans.

## Urbanisme

### Typologie
Au 1er janvier 2024, Entrecasteaux est catégorisée commune rurale à habitat dispersé, selon la nouvelle grille communale de densité à sept niveaux définie par l'Insee en 2022.
Elle est située hors unité urbaine et hors attraction des villes,.

### Occupation des sols
L'occupation des sols de la commune, telle qu'elle ressort de la base de données européenne d’occupation biophysique des sols Corine Land Cover (CLC), est marquée par l'importance des forêts et milieux semi-naturels (64,4 % en 2018), une proportion sensiblement équivalente à celle de 1990 (65,2 %). La répartition détaillée en 2018 est la suivante : 
forêts (55,4 %), cultures permanentes (23,5 %), zones agricoles hétérogènes (9,1 %), milieux à végétation arbustive et/ou herbacée (9 %), zones urbanisées (1,9 %), terres arables (1,1 %). L'évolution de l’occupation des sols de la commune et de ses infrastructures peut être observée sur les différentes représentations cartographiques du territoire : la carte de Cassini (XVIIIe siècle), la carte d'état-major (1820-1866) et les cartes ou photos aériennes de l'IGN pour la période actuelle (1950 à aujourd'hui).

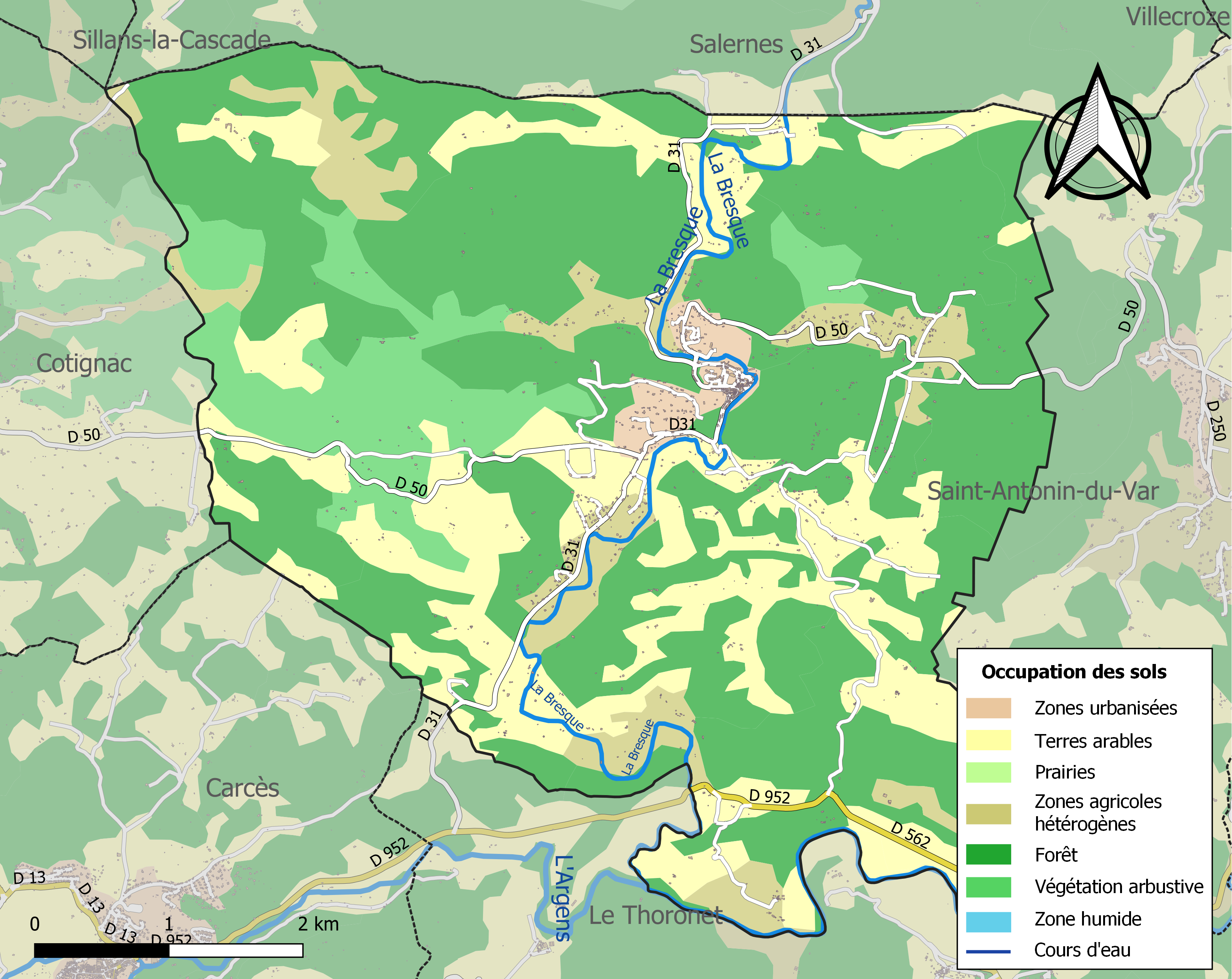
Carte des infrastructures et de l'occupation des sols de la commune en 2018 (CLC).

## Toponymie
Le nom d'Entrecasteaux vient du provençal Entrecastèu, qui signifie en français « Entre-châteaux ».

## Histoire
Le village tire probablement son nom de sa situation géographique et « intercastellos » apparaît en 1012 dans le cartulaire de l'Abbaye Saint-Victor de Marseille,,.
En 1338, Blacas de Alpibus et Boniface de Castellane furent seigneurs de Fox-Amphoux et coseigneurs d'Entrecasteaux.
En 1671, la baronnie fut érigée en marquisat pour François d'Adhémar de Monteils de Grignan, gendre de la marquise de Sévigné, et à nouveau pour Raymond Bruni en 1714. 
Le château d’Entrecasteaux est une ancienne forteresse du XIe siècle, remaniée au cours des XVe, XVIe et XVIIIe siècles. Son jardin à la française du XVIIIe siècle a été dessiné par André Le Nôtre.
Les grands personnages qui vécurent au château d'Entrecasteaux sont :
- François de Grignan, gendre de Madame de Sévigné,
- l'Amiral Bruny d'Entrecasteaux, né au château d'Entrecasteaux en 1737, envoyé par Louis XVI à la recherche de la Pérouse dans le Pacifique sud, qui partit en 1791 et y mourut du scorbut et de dysenterie le 20 juillet 1793,
- Jean Baptiste, marquis d'Entrecasteaux[30], né en 1761, qui assassina sa femme en 1784.

Le château avait été bien national en 1794 et aurait été abattu sans l'intervention du curé Dauphin.
La Fondation du patrimoine a contribué à la restauration de la calade afin de maintenir la qualité du site.

### Blason
Description : de gueules au pal d'or accosté de deux tours d'argent ouvertes du champ.

## Politique et administration

### Budget et fiscalité 2021

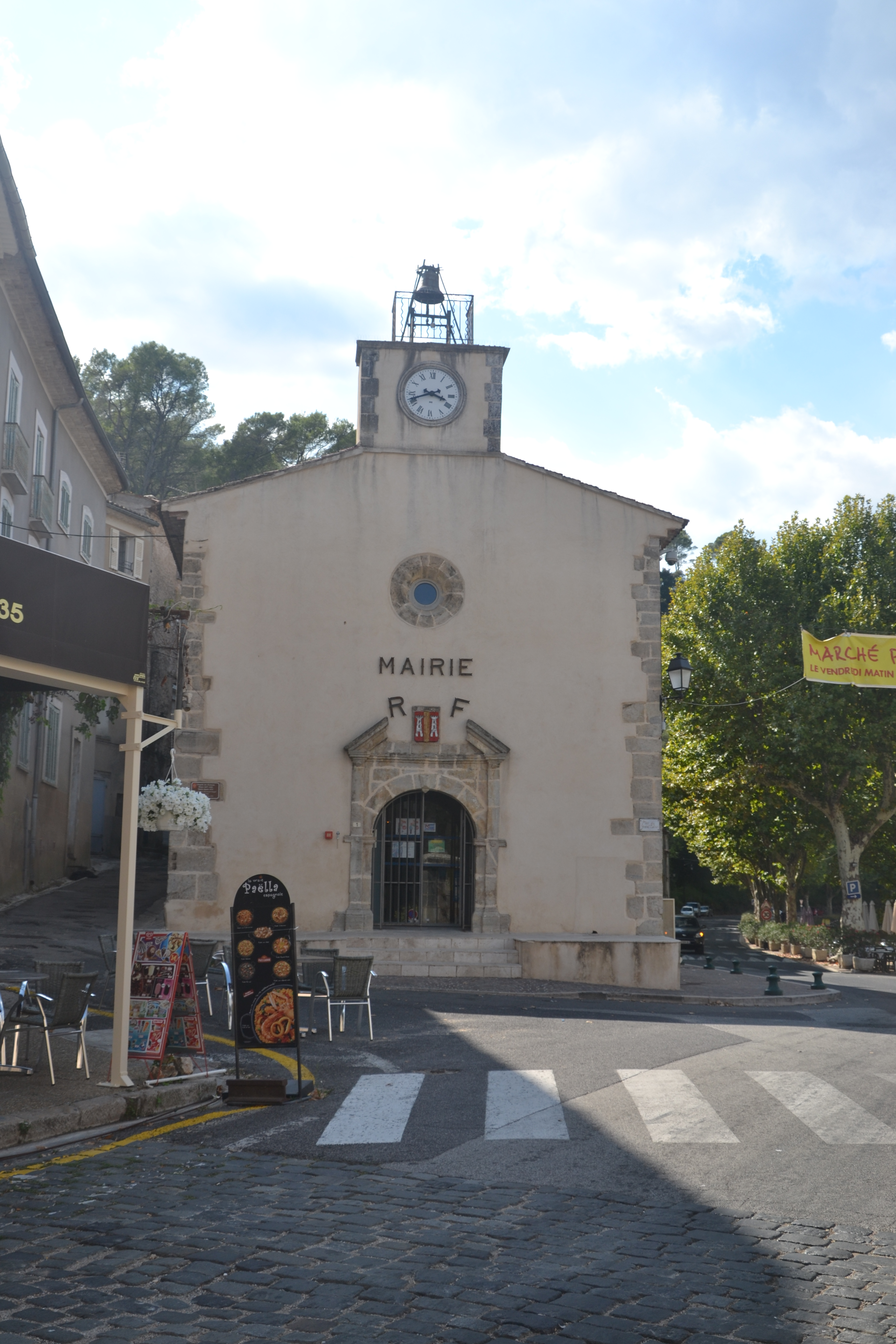
Mairie d'Entrecasteaux.

En 2021, le budget de la commune était constitué ainsi :
- total des produits de fonctionnement : 1 253 000 €, soit 1 092 € par habitant ;
- total des charges de fonctionnement : 1 169 000 €, soit 1 020 € par habitant ;
- total des ressources d’investissement : 425 000 €, soit 370 € par habitant ;
- total des emplois d’investissement : 440 000 €, soit 384 € par habitant.
- endettement : 1 326 000 €, soit 1 156 € par habitant.

Avec les taux de fiscalité suivants :
- taxe d’habitation : 9,50 % ;
- taxe foncière sur les propriétés bâties : 29,49 % ;
- taxe foncière sur les propriétés non bâties : 44,00 % ;
- taxe additionnelle à la taxe foncière sur les propriétés non bâties : 0,00 % ;
- cotisation foncière des entreprises : 0,00 %.

Chiffres clés Revenus et pauvreté des ménages en 2020 : Médiane en 2020 du revenu disponible,  par unité de consommation : 19 550 €.

## Économie

### Entreprises et commerces

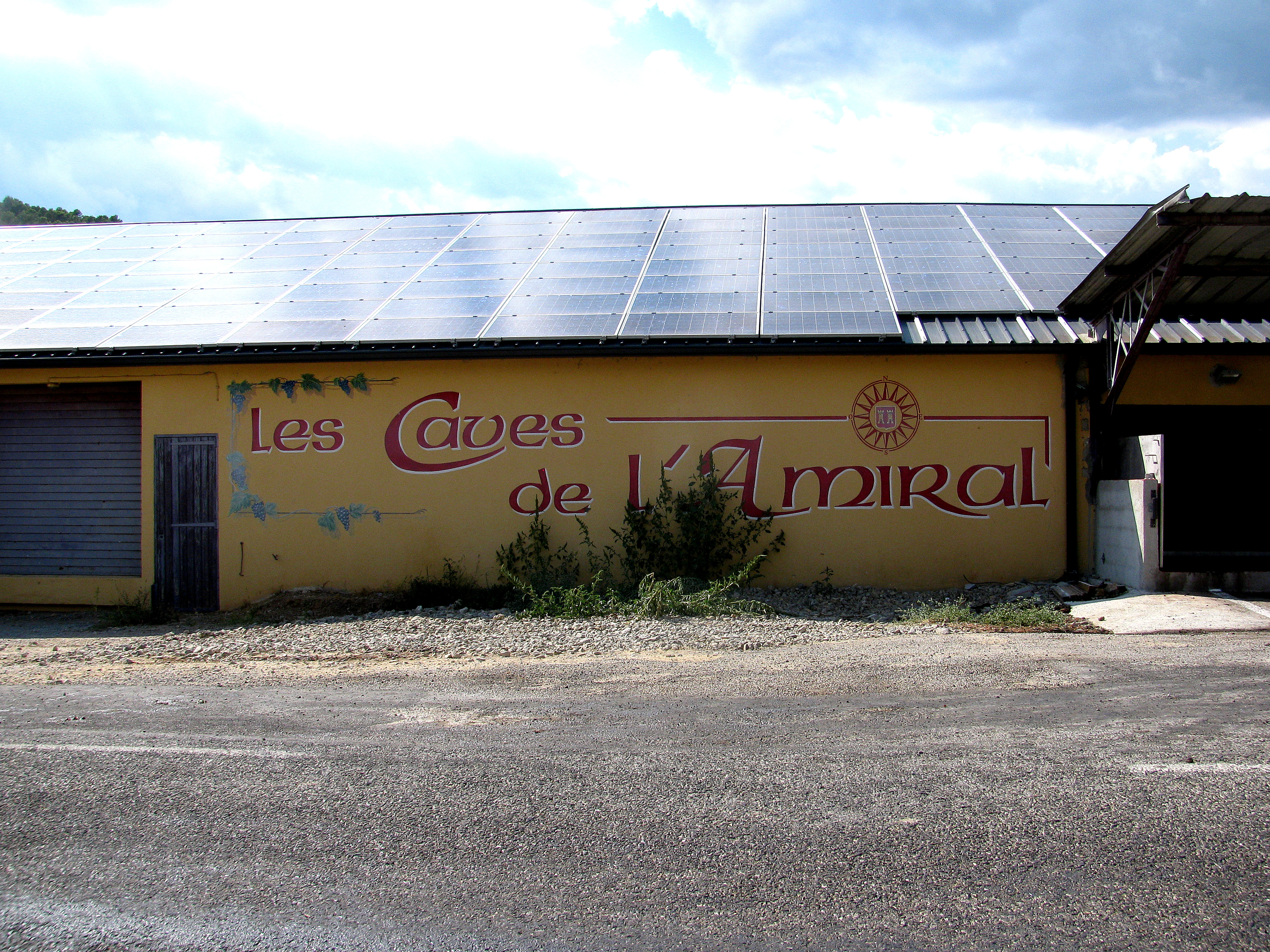
Coopérative Les Caves de l'Amiral.

#### Agriculture
- Le moulin à huile, puis coopérative agricole (coopérative oléicole) dite Coopérative oléicole La Solidarité[36].
- La Coopérative vinicole[37].
- Les vignes de Terrisse[38].

#### Tourisme
- Gîtes ruraux[39].
- Chambres d'hôtes.
- Restauration[40].
- Domaine des Bruguières[41].

#### Commerces
- Commerces de proximité[42].
- Apiculteurs.
- Artisanat.

### Liste des maires
| Période                                  | Période   | Identité                  | Étiquette | Qualité                                                                |
| ---------------------------------------- | --------- | ------------------------- | --------- | ---------------------------------------------------------------------- |
| Les données manquantes sont à compléter. |           |                           |           |                                                                        |
|                                          | 1944      | Marcel Léonard            |           | Caviste, démissionne pour raison médicale                              |
| 10/05/1944                               | 1944      | Robert Meslard            |           | nommé par le préfet mais démissionne                                   |
| 10/08/1944                               | 1944      | Ernest Giraud             |           | nommé par le préfet                                                    |
| 17/08/1944                               |           | Paul Rossi                |           | nommé à la libération                                                  |
| 1947                                     | ?         | Albert Giraud (1911-1996) | PCF       | Propriétaire exploitant                                                |
| 1977                                     | 1995      | René Marcel               | PS        | Viticulteur                                                            |
| juin 1995                                | mars 2008 | Paul Pourrière            |           | Viticulteur en retraite                                                |
| mars 2008                                | En cours  | Romain Debray             | DVD       | Restaurateur 5e vice-président de la CA de la Provence Verte (2018 → ) |

## Intercommunalité
Entrecasteaux est membre de la communauté d'agglomération de la Provence Verte.
Le projet de schéma départemental de coopération intercommunale de 2015 avait souhaité une fusion des trois communautés de communes Comté de Provence,Sainte-Baume Mont-Aurélien et du Val d'Issole pour constituer une nouvelle agglomération de 95 278 habitants en 2014, articulée autour des pôles urbains de Brignoles et Saint-Maximin-la-Saint-Baume. L'arrêté de création est intervenu le 5 juillet 2016.
En matière d’urbanisme intercommunal, qui fixe les orientations générales et objectifs, la commune a contribué à l’élaboration du schéma de cohérence territoriale intercommunal (SCoT) de la communauté de communes Comté de Provence.

## Population et société

### Démographie

#### Évolution démographique
L'évolution du nombre d'habitants est connue à travers les recensements de la population effectués dans la commune depuis 1793. Pour les communes de moins de 10 000 habitants, une enquête de recensement portant sur toute la population est réalisée tous les cinq ans, les populations de référence des années intermédiaires étant quant à elles estimées par interpolation ou extrapolation. Pour la commune, le premier recensement exhaustif entrant dans le cadre du nouveau dispositif a été réalisé en 2006.

En 2022, la commune comptait 1 132 habitants, en évolution de +1,34 % par rapport à 2016 (Var : +4,98 %, France hors Mayotte : +2,11 %).
| 1793  | 1800  | 1806  | 1821  | 1831  | 1836  | 1841  | 1846  | 1851  |
| ----- | ----- | ----- | ----- | ----- | ----- | ----- | ----- | ----- |
| 2 200 | 2 364 | 2 225 | 2 197 | 2 200 | 2 187 | 2 040 | 2 010 | 1 930 |

| 1856  | 1861  | 1866  | 1872  | 1876  | 1881  | 1886  | 1891  | 1896  |
| ----- | ----- | ----- | ----- | ----- | ----- | ----- | ----- | ----- |
| 1 875 | 1 940 | 1 949 | 1 780 | 1 715 | 1 560 | 1 503 | 1 275 | 1 165 |

| 1901  | 1906  | 1911  | 1921 | 1926 | 1931 | 1936 | 1946 | 1954 |
| ----- | ----- | ----- | ---- | ---- | ---- | ---- | ---- | ---- |
| 1 205 | 1 181 | 1 101 | 962  | 930  | 979  | 867  | 792  | 841  |

| 1962 | 1968 | 1975 | 1982 | 1990 | 1999 | 2006  | 2011  | 2016  |
| ---- | ---- | ---- | ---- | ---- | ---- | ----- | ----- | ----- |
| 508  | 483  | 472  | 527  | 709  | 863  | 1 016 | 1 089 | 1 117 |

| 2021  | 2022  | - | - | - | - | - | - | - |
| ----- | ----- | - | - | - | - | - | - | - |
| 1 127 | 1 132 | - | - | - | - | - | - | - |

### Enseignement
- École maternelle et élémentaire[52].
- Collèges à Lorgues, Le Cannet-des-Maures, Le Luc, Draguignan.
- Lycées à Lorgues, Brignoles, Draguignan[53].

### Santé
- Médecins à Carcès, Salernes, Cotignac[54].
- Hôpitaux près de Entrecasteaux : Le Luc, Brignoles, Draguignan[55].

### Culte
- Culte catholique. La paroisse d'Entrecasteaux dépend du diocèse de Fréjus-Toulon. Elle est confiée aujourd'hui aux prêtres de la communauté Saint-Jean[56].

## Lieux et monuments

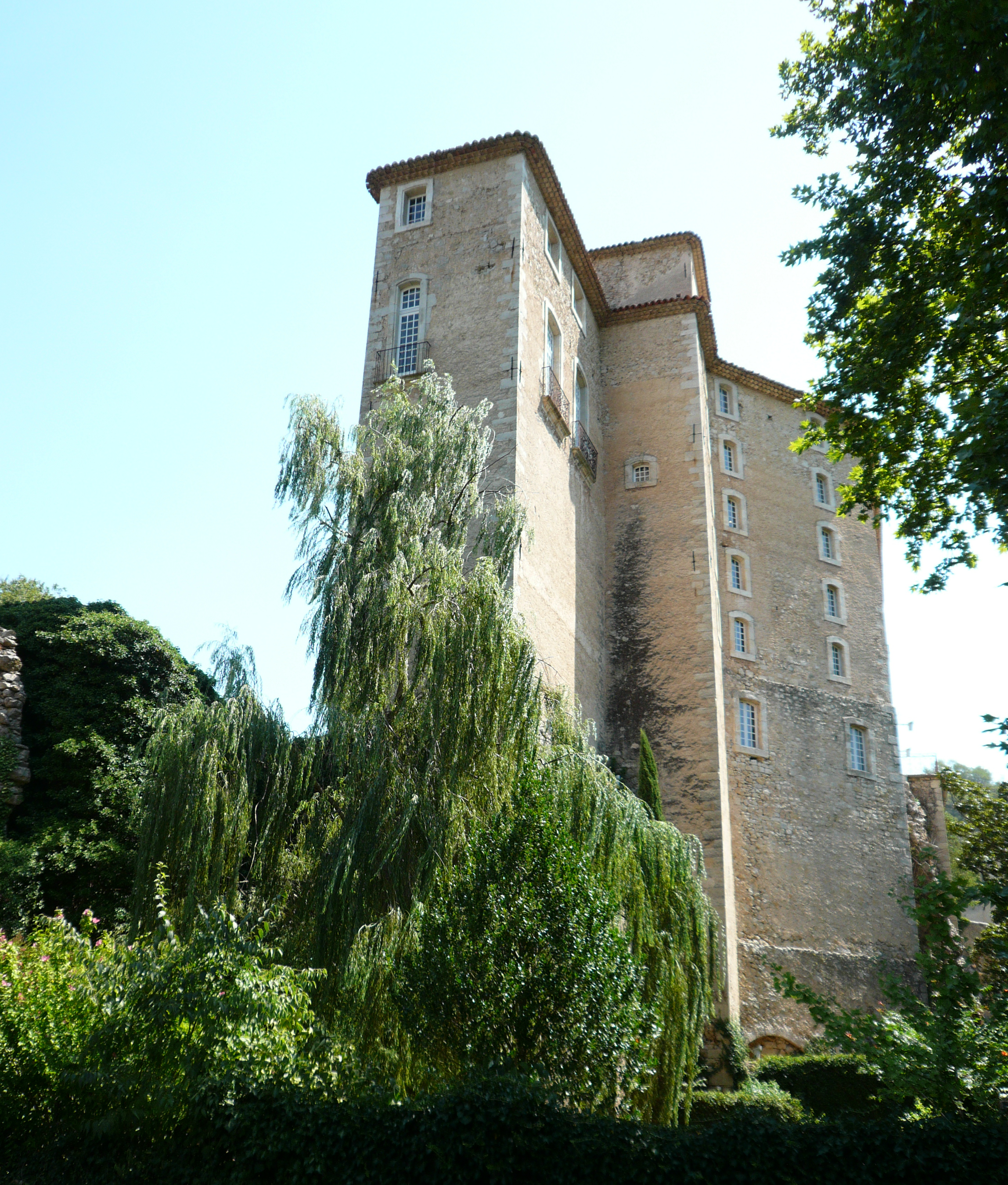
Vue de profil du château.
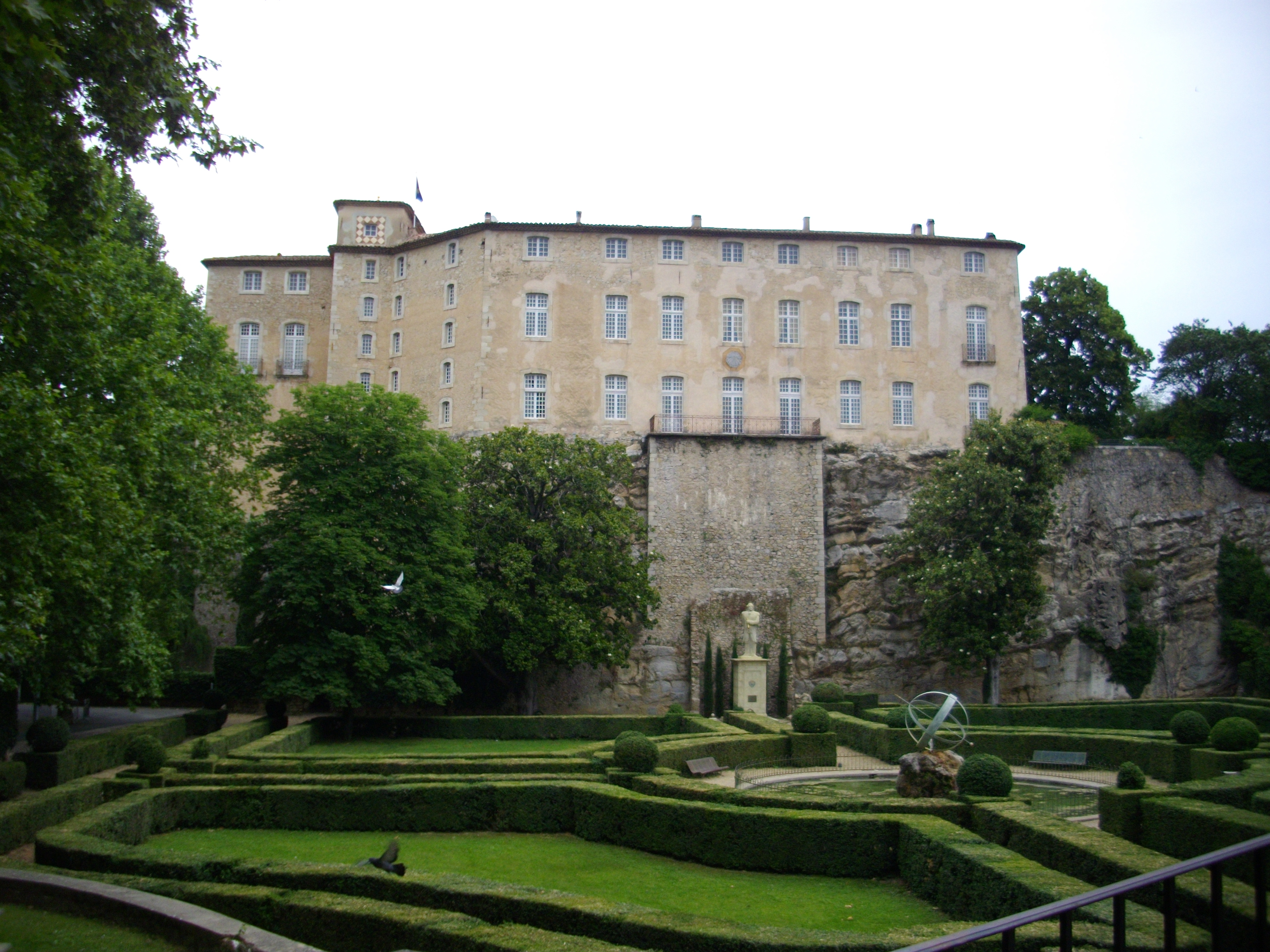
Vue du château de face avec le jardin.
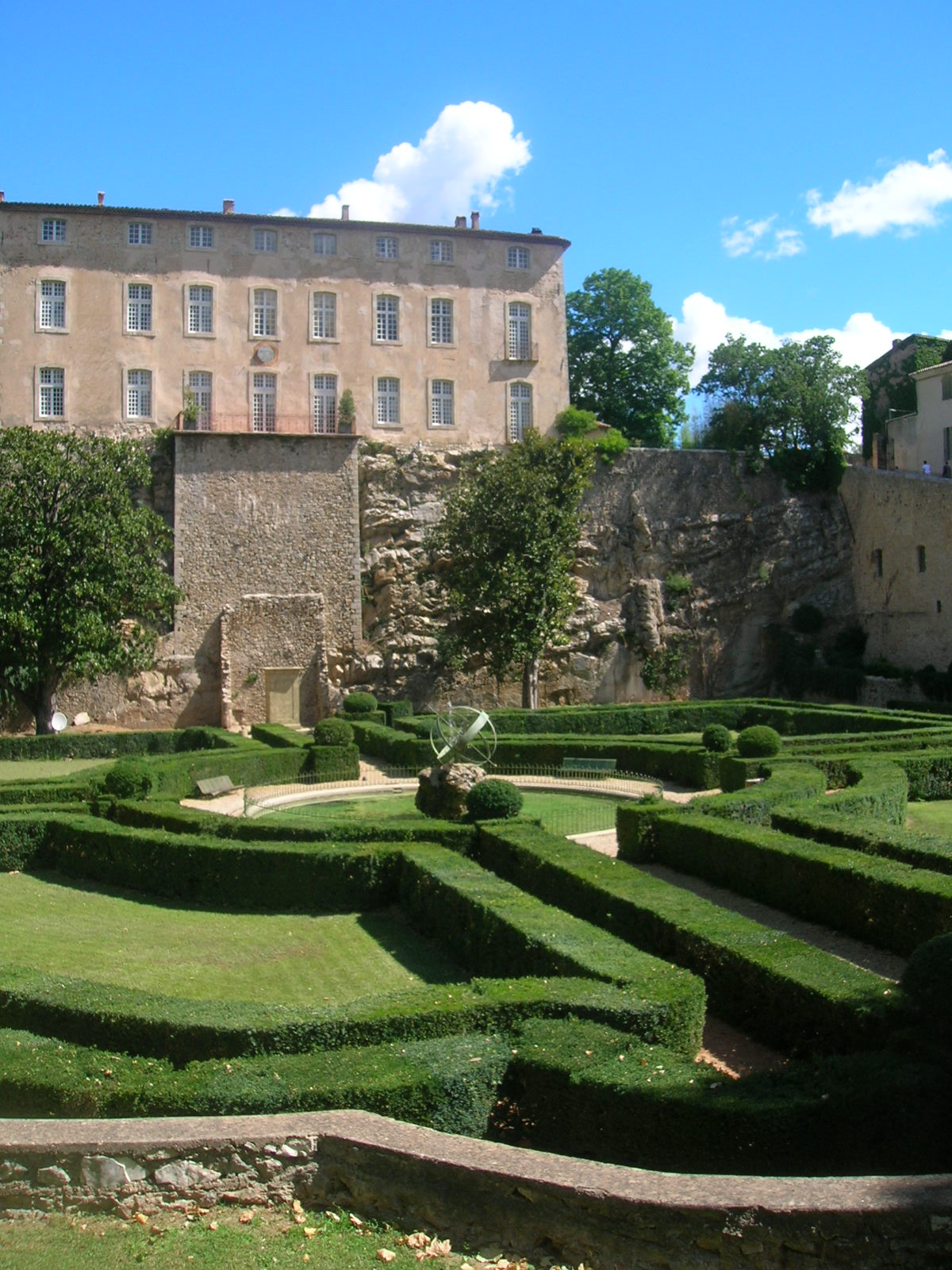
Le jardin avec le château en fond.
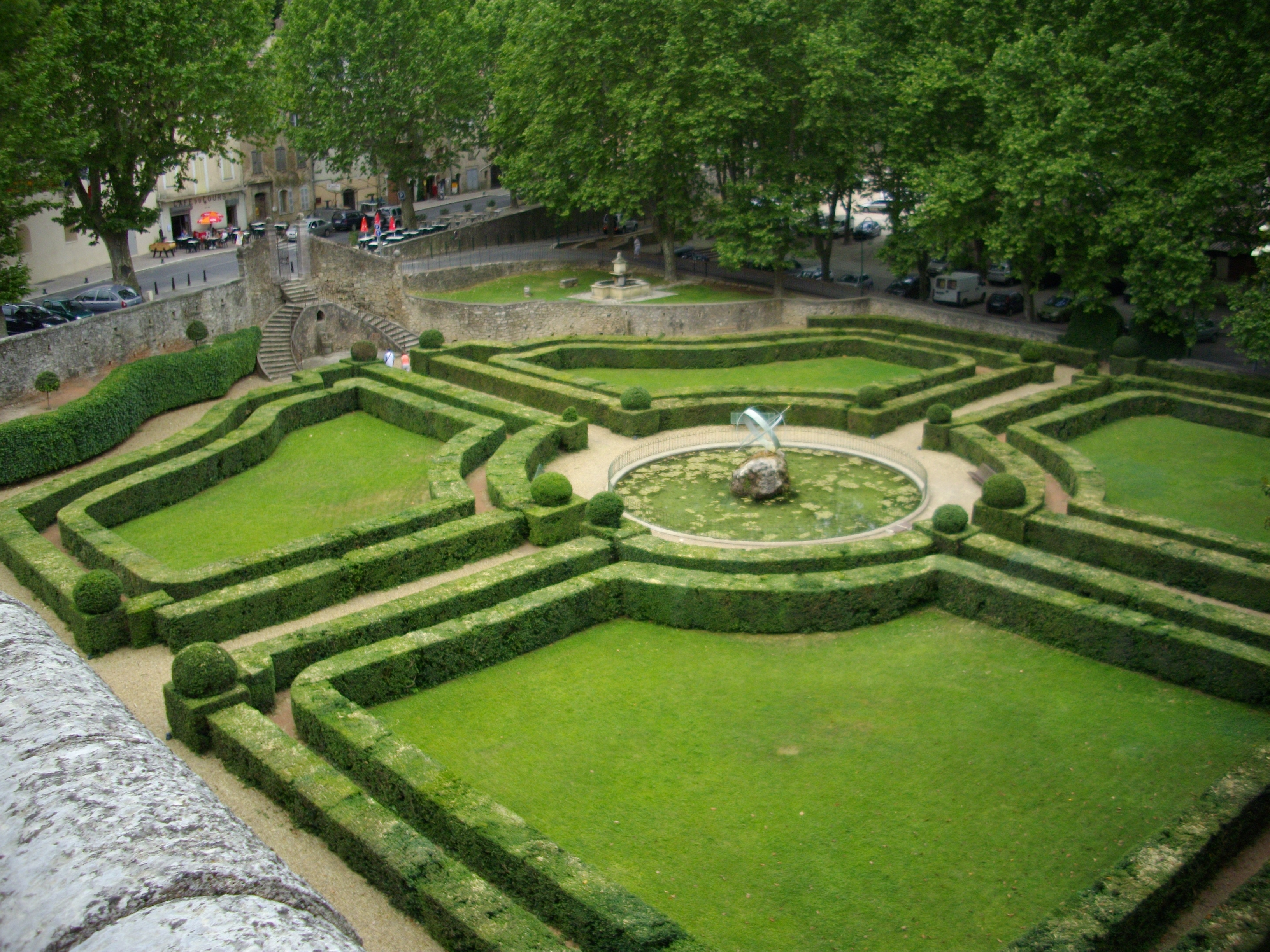
Le jardin vu du château.
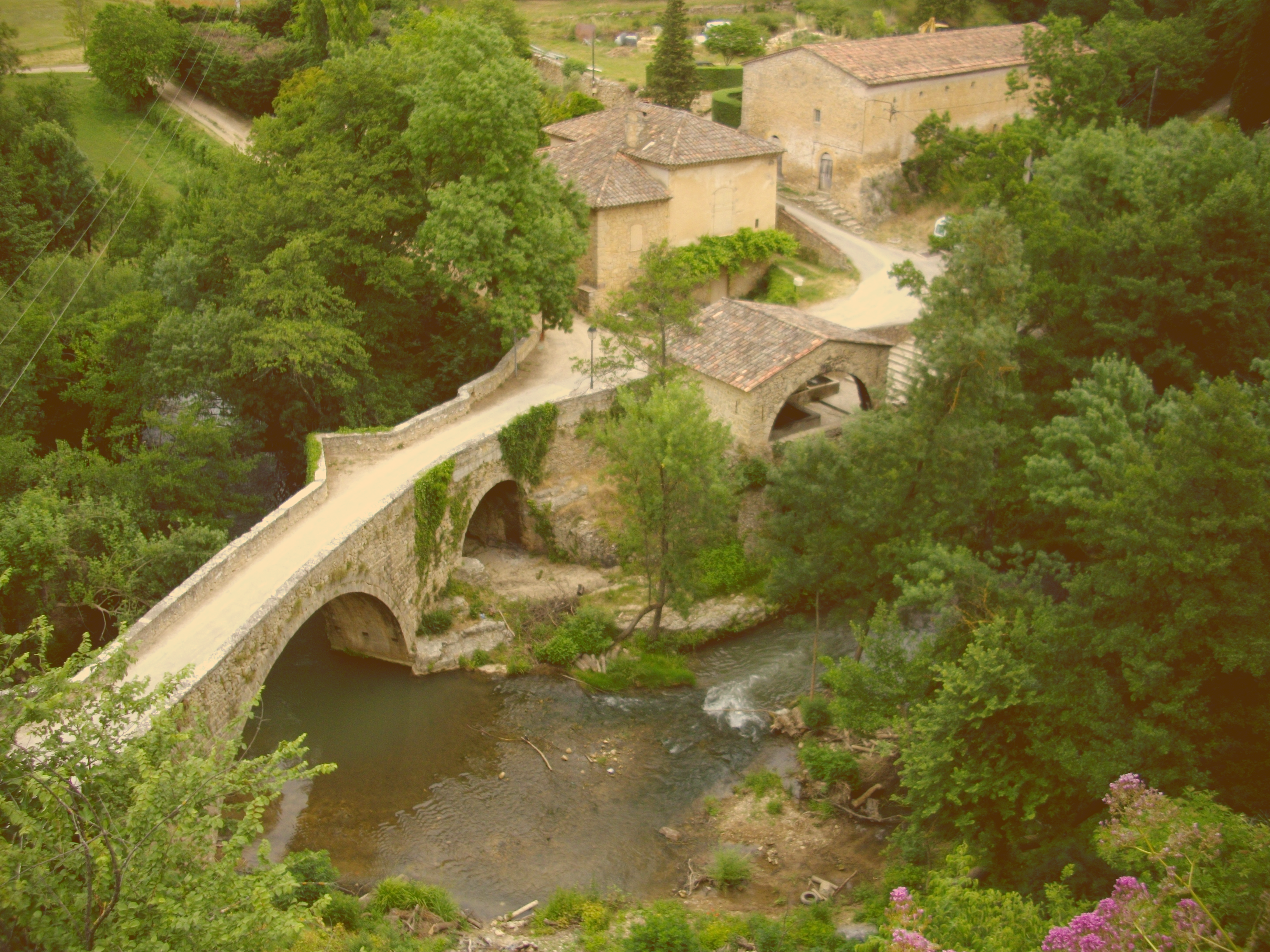
La Bresque.
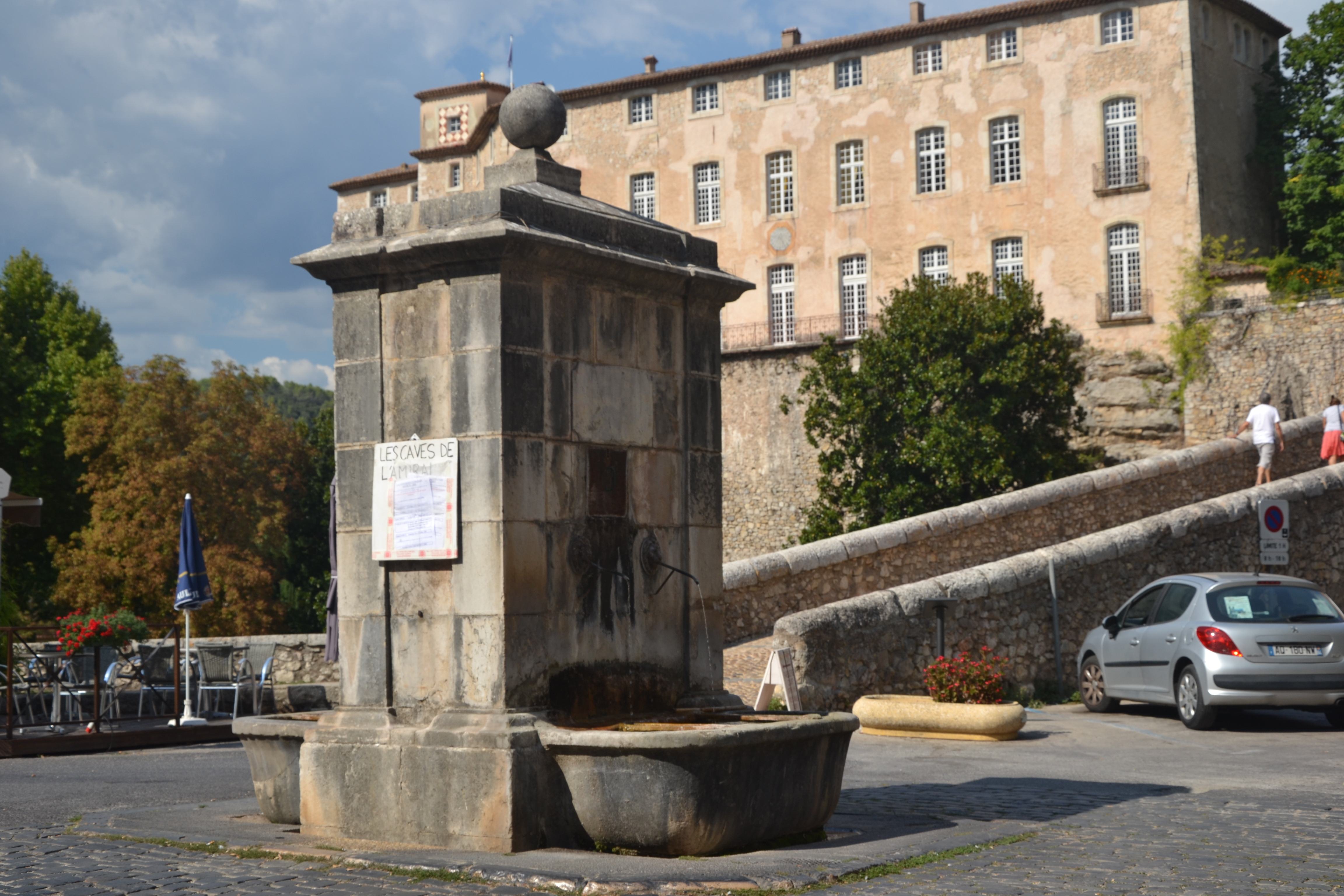
Fontaine.
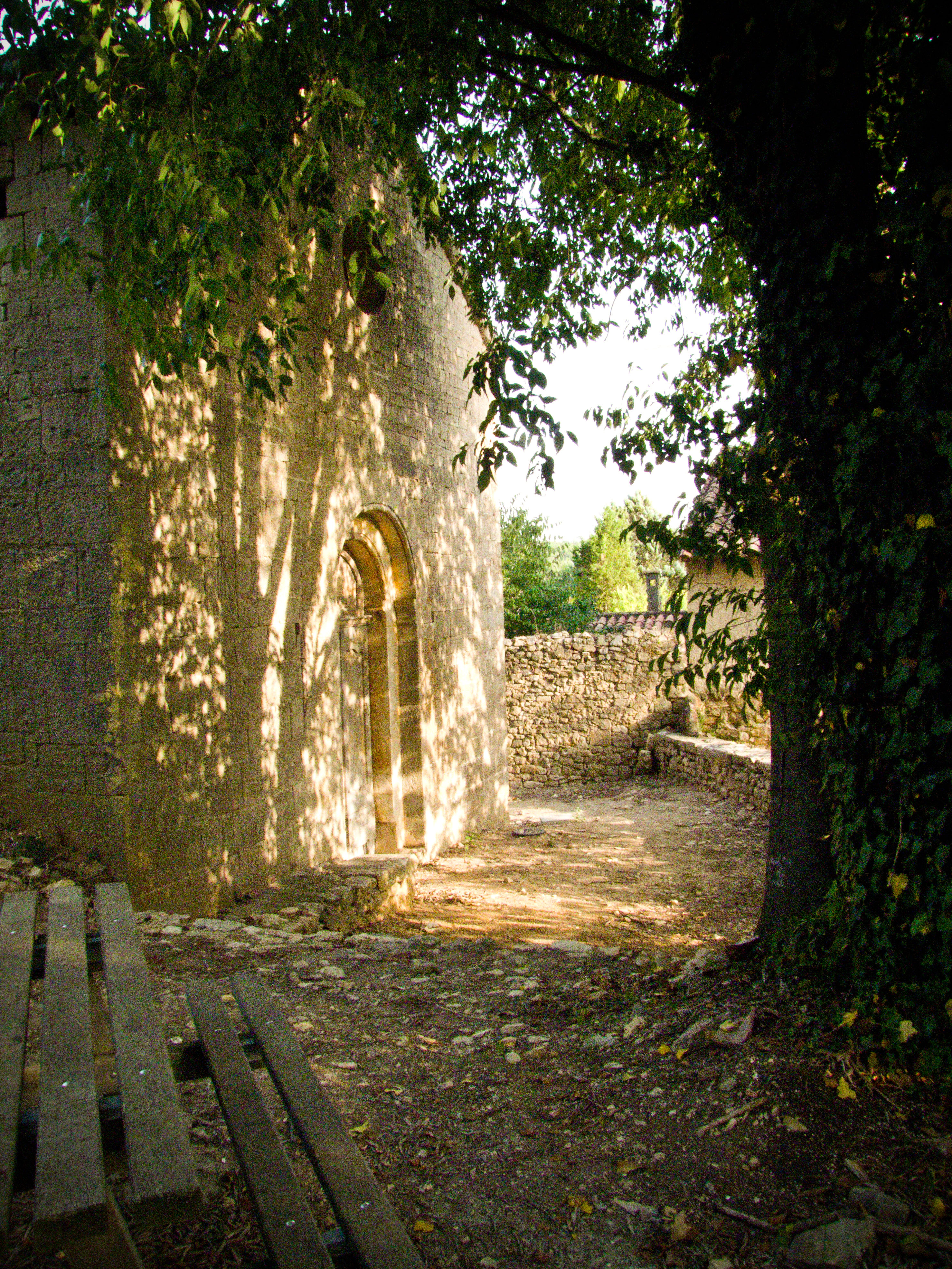
Chapelle Notre-Dame-de-l'Aube.
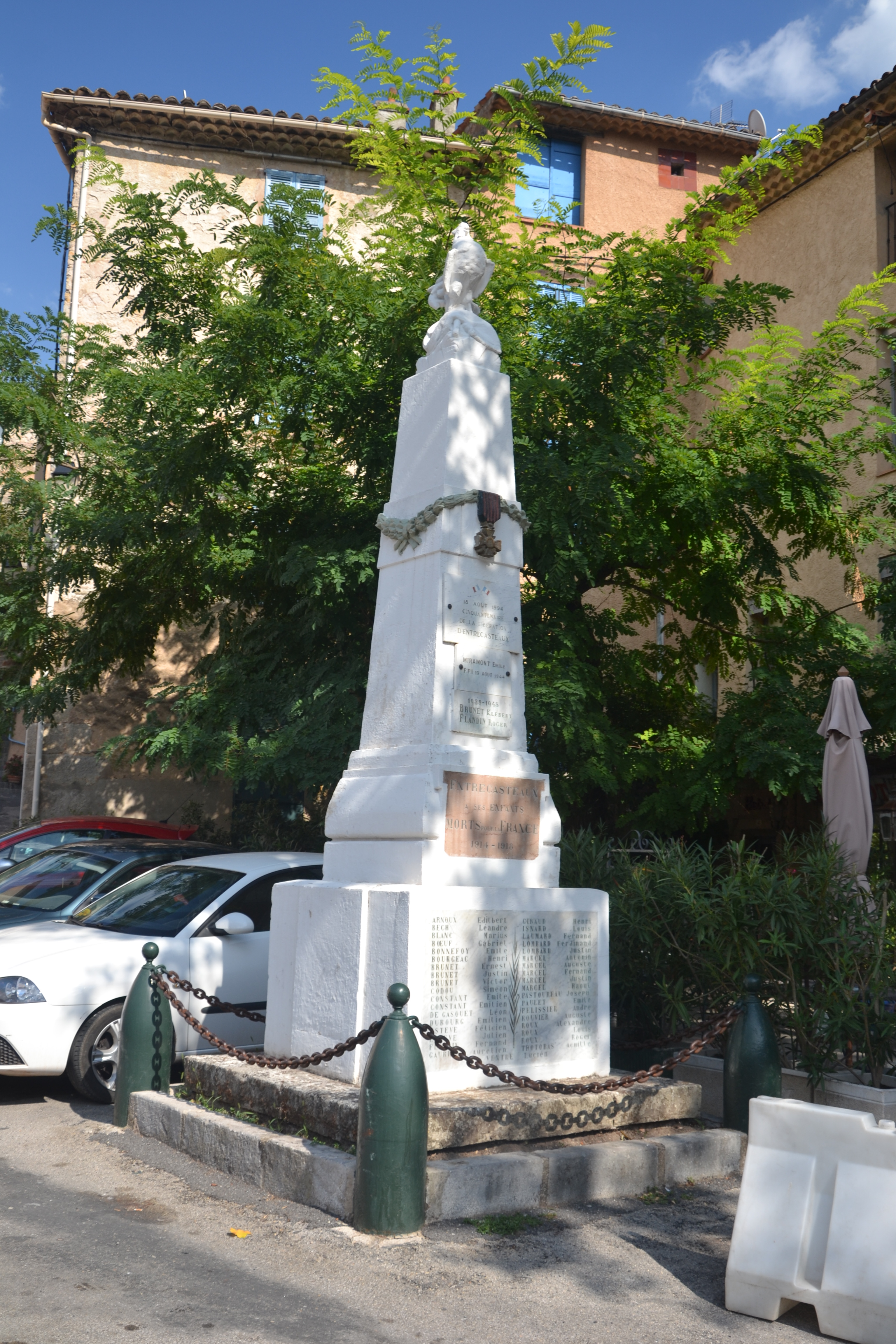
Monument aux morts.

- Le château d'Entrecasteaux, ancienne forteresse du XIe siècle, remaniée au cours des XVe, XVIe et XVIIIe siècles[57],[58].

Le jardin du château d'Entrecasteaux. D'après la tradition, Le Nôtre, concepteur du parc du château de Versailles aurait donné à la marquise de Sévigné le plan de ce jardin.
Le jardin médiéval.
Glacière.
- Cloche de 1581 de la mairie[62]
- Le site naturel[63] avait préalablement été classé par arrêté du 5 octobre 1955. Le village et ses abords de la commune bénéficient de ce fait d'une double protection juridique, d'une part au titre de l'environnement, la préservation de la faune et la flore[64],[65], et d’autre part au titre du périmètre de 500 mètres d'un monument historique en application des articles L621-30-1 et L621-31 du Code du patrimoine[66].
- Le pont Saint-Pierre, construit au XVIIIe siècle, reconstruit en 1725. En 2015, une souscription est lancée en 2015 avec la Fondation du Patrimoine et la commune[67], afin de restaurer le pont[68],[69].
- L'escourarguiez[70].
- Les fontaines :
  - La fontaine de la Place[71].
  - La fontaine du Bicentenaire[72].
- Tour de l'horloge[73].

Le patrimoine religieux
- L'église Saint-Sauveur[74],[75].

Retable.
- La chapelle Notre-Dame-de-l'Aube[77],[78].
- La chapelle Sainte-Anne[79].

Cloche de 1772.
- Le monument aux morts[81],[82].

## Personnalités liées à la commune

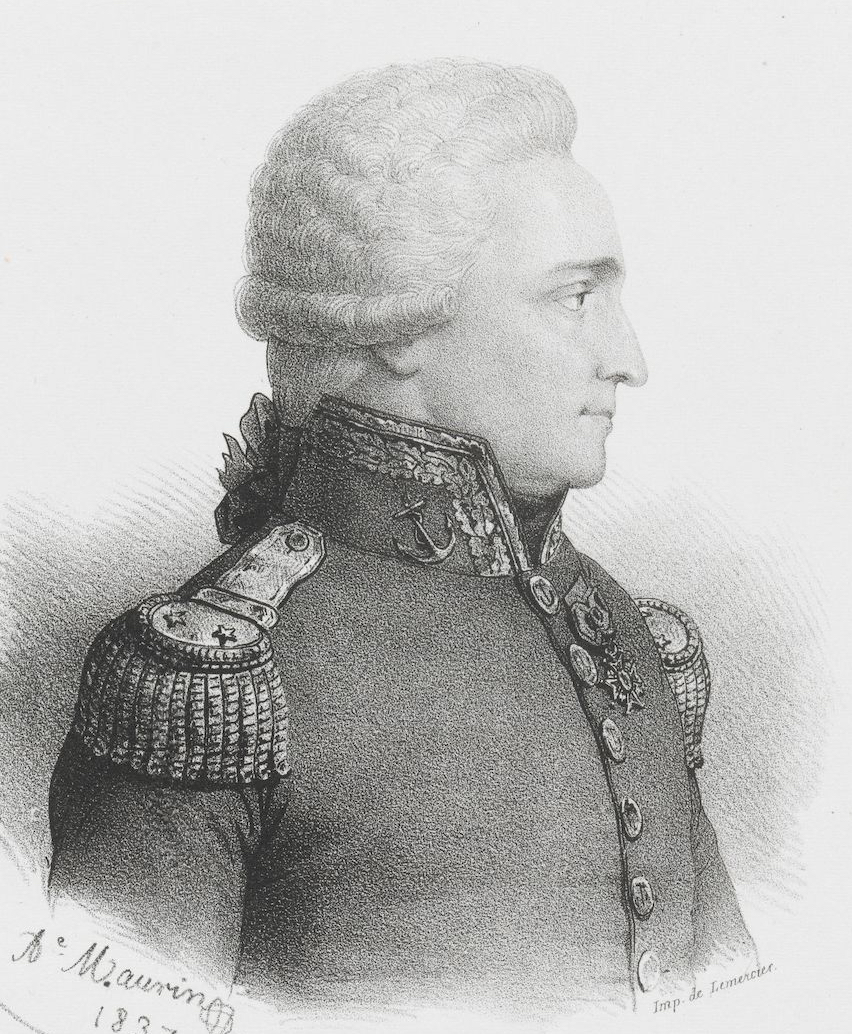
Antoine Bruny d'Entrecasteaux.

- Antoine Bruny d'Entrecasteaux (1737-1793), officier de marine, né à Entrecasteaux.
- Jean-Baptiste Estève de Latour (1768-1837), général des armées de la République et de l'Empire, né à Entrecasteaux.
- Jean Roux[83].